# Beit Nuba
Beit Nuba (in arabo بيت نوبا‎?; in ebraico בית נובא‎?) era un insediamento arabo-palestinese storicamente identificato con la città biblica di Nob menzionata nel Libro di Samuele. Tuttavia, tale ipotesi è stata scartata in tempi recenti. Il villaggio è menzionato anche al di fuori di fonti bibliche, tra cui gli scritti di geografi romani del V secolo e di crociati del XII secolo. Durante le crociate in particolare, l'insediamento era altresì chiamato Betynoble. I crociati identificarono Beit Nuba con la biblica Nob, così come il viaggiatore ebreo del XII secolo Beniamino di Tudela. Il villaggio servì come postazione avanzata per le truppe di Saladino per il loro spostamento verso Gerusalemme (distanti soli 20 km circa) nel settembre 1187 e, successivamente, per Riccardo I e le sue truppe che vi si accamparono nel 1191 e 1192. Ne citano infine l'esistenza un geografo siriano del XIII secolo, uno storico arabo del XV secolo e dei viaggiatori europei del XIX secolo. La popolazione palestinese fu espulsa completamente dalle forze di difesa israeliane durante la guerra dei sei giorni del 1967. In seguito è stata rasa al suolo dagli ingegneri militari con esplosioni controllate e sulle sue fondamenta è nato l'insediamento israeliano di Mevo Horon nel 1970.